# 1106
Il 1106 (MCVI in numeri romani) è un anno  del XII secolo.

## Eventi

### Settembre
- 28 settembre: Viene combattuta la battaglia di Tinchebray in Normandia, tra una forza d'invasione guidata dal re Enrico I d'Inghilterra contro il suo fratello maggiore Roberto II di Normandia.

## Nati
- Alessio Comneno, nobile bizantino († 1142)
- Corrado II di Lussemburgo, nobile († 1136)
- Magnus I di Götaland, principe danese († 1134)
- Khwaja Ahmad Yasavi, poeta e mistico turco († 1166)
- Hugh de Beaumont, I conte di Bedford, nobile inglese
- Walter fitz Alan, scozzese († 1177)
- Ahmad al-Rifa'i, giurista e mistico arabo († 1182)

## Morti
- 2 giugno - Lotario Udo III della marca del Nord, nobile tedesco (n. 1070)
- 16 giugno - Benno di Meißen, vescovo cattolico e monaco cristiano tedesco (n. 1010)
- 31 luglio - Adolfo I di Berg, nobile tedesco
- 4 agosto - Minamoto no Yoshiie, militare giapponese (n. 1039)
- 7 agosto - Enrico IV di Franconia, re (n. 1050)
- 12 agosto - Teodorico III di Katlenburg, nobile tedesco
- 23 agosto - Magnus di Sassonia, nobile tedesco (n. 1045)
- 7 ottobre - Ugo di Romans, vescovo cattolico francese
- Paolo Gentili, cardinale italiano
- Goffredo IV Martello, conte
- Nathan ben Yehiel, lessicografo italiano
- Ugo di Saint Omer, nobile fiammingo
- Abu Bakr Sarakhsi, giurista persiano
- Yūsuf ibn Tāshfīn, sovrano berbero

## Calendario
| Calendario 1106 | Calendario 1106 | Calendario 1106 | Calendario 1106 | Calendario 1106 | Calendario 1106 | Calendario 1106 | Calendario 1106 | Calendario 1106 | Calendario 1106 | Calendario 1106 | Calendario 1106 | Calendario 1106 | Calendario 1106 | Calendario 1106 | Calendario 1106 | Calendario 1106 | Calendario 1106 | Calendario 1106 | Calendario 1106 | Calendario 1106 | Calendario 1106 | Calendario 1106 | Calendario 1106 | Calendario 1106 | Calendario 1106 | Calendario 1106 | Calendario 1106 | Calendario 1106 | Calendario 1106 | Calendario 1106 | Calendario 1106 | Calendario 1106 |
| --------------- | --------------- | --------------- | --------------- | --------------- | --------------- | --------------- | --------------- | --------------- | --------------- | --------------- | --------------- | --------------- | --------------- | --------------- | --------------- | --------------- | --------------- | --------------- | --------------- | --------------- | --------------- | --------------- | --------------- | --------------- | --------------- | --------------- | --------------- | --------------- | --------------- | --------------- | --------------- | --------------- |
|                 | 1               | 2               | 3               | 4               | 5               | 6               | 7               | 8               | 9               | 10              | 11              | 12              | 13              | 14              | 15              | 16              | 17              | 18              | 19              | 20              | 21              | 22              | 23              | 24              | 25              | 26              | 27              | 28              | 29              | 30              | 31              |                 |
| Gennaio         | Lu              | Ma              | Me              | Gi              | Ve              | Sa              | Do              | Lu              | Ma              | Me              | Gi              | Ve              | Sa              | Do              | Lu              | Ma              | Me              | Gi              | Ve              | Sa              | Do              | Lu              | Ma              | Me              | Gi              | Ve              | Sa              | Do              | Lu              | Ma              | Me              |                 |
| Febbraio        | Gi              | Ve              | Sa              | Do              | Lu              | Ma              | Me              | Gi              | Ve              | Sa              | Do              | Lu              | Ma              | Me              | Gi              | Ve              | Sa              | Do              | Lu              | Ma              | Me              | Gi              | Ve              | Sa              | Do              | Lu              | Ma              | Me              |                 |                 |                 |                 |
| Marzo           | Gi              | Ve              | Sa              | Do              | Lu              | Ma              | Me              | Gi              | Ve              | Sa              | Do              | Lu              | Ma              | Me              | Gi              | Ve              | Sa              | Do              | Lu              | Ma              | Me              | Gi              | Ve              | Sa              | Do              | Lu              | Ma              | Me              | Gi              | Ve              | Sa              |                 |
| Aprile          | Do              | Lu              | Ma              | Me              | Gi              | Ve              | Sa              | Do              | Lu              | Ma              | Me              | Gi              | Ve              | Sa              | Do              | Lu              | Ma              | Me              | Gi              | Ve              | Sa              | Do              | Lu              | Ma              | Me              | Gi              | Ve              | Sa              | Do              | Lu              |                 |                 |
| Maggio          | Ma              | Me              | Gi              | Ve              | Sa              | Do              | Lu              | Ma              | Me              | Gi              | Ve              | Sa              | Do              | Lu              | Ma              | Me              | Gi              | Ve              | Sa              | Do              | Lu              | Ma              | Me              | Gi              | Ve              | Sa              | Do              | Lu              | Ma              | Me              | Gi              |                 |
| Giugno          | Ve              | Sa              | Do              | Lu              | Ma              | Me              | Gi              | Ve              | Sa              | Do              | Lu              | Ma              | Me              | Gi              | Ve              | Sa              | Do              | Lu              | Ma              | Me              | Gi              | Ve              | Sa              | Do              | Lu              | Ma              | Me              | Gi              | Ve              | Sa              |                 |                 |
| Luglio          | Do              | Lu              | Ma              | Me              | Gi              | Ve              | Sa              | Do              | Lu              | Ma              | Me              | Gi              | Ve              | Sa              | Do              | Lu              | Ma              | Me              | Gi              | Ve              | Sa              | Do              | Lu              | Ma              | Me              | Gi              | Ve              | Sa              | Do              | Lu              | Ma              |                 |
| Agosto          | Me              | Gi              | Ve              | Sa              | Do              | Lu              | Ma              | Me              | Gi              | Ve              | Sa              | Do              | Lu              | Ma              | Me              | Gi              | Ve              | Sa              | Do              | Lu              | Ma              | Me              | Gi              | Ve              | Sa              | Do              | Lu              | Ma              | Me              | Gi              | Ve              |                 |
| Settembre       | Sa              | Do              | Lu              | Ma              | Me              | Gi              | Ve              | Sa              | Do              | Lu              | Ma              | Me              | Gi              | Ve              | Sa              | Do              | Lu              | Ma              | Me              | Gi              | Ve              | Sa              | Do              | Lu              | Ma              | Me              | Gi              | Ve              | Sa              | Do              |                 |                 |
| Ottobre         | Lu              | Ma              | Me              | Gi              | Ve              | Sa              | Do              | Lu              | Ma              | Me              | Gi              | Ve              | Sa              | Do              | Lu              | Ma              | Me              | Gi              | Ve              | Sa              | Do              | Lu              | Ma              | Me              | Gi              | Ve              | Sa              | Do              | Lu              | Ma              | Me              |                 |
| Novembre        | Gi              | Ve              | Sa              | Do              | Lu              | Ma              | Me              | Gi              | Ve              | Sa              | Do              | Lu              | Ma              | Me              | Gi              | Ve              | Sa              | Do              | Lu              | Ma              | Me              | Gi              | Ve              | Sa              | Do              | Lu              | Ma              | Me              | Gi              | Ve              |                 |                 |
| Dicembre        | Sa              | Do              | Lu              | Ma              | Me              | Gi              | Ve              | Sa              | Do              | Lu              | Ma              | Me              | Gi              | Ve              | Sa              | Do              | Lu              | Ma              | Me              | Gi              | Ve              | Sa              | Do              | Lu              | Ma              | Me              | Gi              | Ve              | Sa              | Do              | Lu              |                 |